# 487617 Ingethiering
487617 Ingethiering è un asteroide della fascia principale. Scoperto nel 2012, presenta un'orbita caratterizzata da un semiasse maggiore pari a 2,3264891 au e da un'eccentricità di 0,1315107, inclinata di 7,30263° rispetto all'eclittica.